# Тимощук Володимир Дмитрович
Володи́мир Дми́трович Тимощу́к — старший лейтенант Збройних сил України.

## Нагороди
За особисту мужність і героїзм, виявлені у захисті державного суверенітету та територіальної цілісності України, вірність військовій присязі під час російсько-української війни
- нагороджений орденом Богдана Хмельницького III ступеня (3.11.2015).